# Torge Greve
Torge Greve (* 5. Juni 1975 in Rendsburg) ist ein ehemaliger deutscher Handballspieler, der in über 700 Zweitligaspielen mehr als 1500 Tore erzielte.

## Karriere
Greve spielte anfangs beim TSV Owschlag. Nachdem der Rückraumspieler anschließend für die HSG Tarp-Wanderup aufgelaufen war, schloss er sich 1997 dem Zweitligisten TSV Altenholz an. Im November 2009 wurde Greve Spielertrainer in Altenholz. Im Sommer 2010 beendete Greve seine Karriere als Spieler und konzentrierte sich fortan auf den Trainerposten in Altenholz. In der Saison 2010/11 streifte sich der Linkshänder trotz seines Karriereendes noch 15-mal das Trikot über, jedoch gelang es Altenholz nicht, sich für die eingleisige 2. Bundesliga zu qualifizieren. Bis zum Januar 2012 trainierte Greve weiterhin Altenholz in der 3. Liga und übernahm anschließend den Trainerposten beim Zweitligisten VfL Bad Schwartau (seit 2017 spielend als VfL Lübeck-Schwartau). Am 9. März 2019 betreute er letztmals den VfL Bad Schwartau. Anschließend wurde sein Vertrag aufgelöst und er übernahm den Bundesligisten VfL Gummersbach. Mit Gummersbach trat er im Sommer 2019 den Gang in die Zweitklassigkeit an. Nach der Saison 2019/20 beendete er seine Trainertätigkeit in Gummersbach. Seit dem Sommer 2021 ist Greve im Nachwuchszentrum des THW Kiel tätig. Seit der Saison 2023/24 trainiert er die 2. Mannschaft des THW Kiel. Im Oktober 2024 übernahm er das Traineramt des Drittligisten TSV Altenholz, blieb jedoch erstmals weiterhin für die 2. Mannschaft des THW Kiel verantwortlich.

## Privates
Greve ist Realschullehrer für Mathematik und Sport. Er ist verheiratet und hat zwei Kinder (2019).